# Bedřich Kleist
Bedřich z Kleistů, též Friedrich von Kleist (15. února 1851 Praha – 8. března 1904 Vídeň), byl rakouský šlechtic a politik z Čech, v 2. polovině 19. století poslanec Říšské rady.

## Biografie
Vystudoval piaristické gymnázium v Praze na Malé Straně. Pak studoval filozofii a národní hospodářství v Halle. Působil jako velkostatkář v Mlázovech na Klatovsku. V roce 1877 se stal členem okresního zastupitelstva v Plánici. Od roku 1890 byl zástupcem ředitele Zemské banky.
Působil i jako poslanec Říšské rady (celostátního parlamentu Předlitavska), kam usedl ve volbách roku 1885 za kurii velkostatkářskou v Čechách. Mandát obhájil ve volbách roku 1891. Ve volebním období 1885–1891 se uvádí jako Friedrich von Kleist, statkář, bytem Mlázovy.
Profiloval se jako stoupenec českého státního práva a na Říšské radě se připojil k Českému klubu (jednotné parlamentní zastoupení, do kterého se sdružili staročeši, mladočeši, česká konzervativní šlechta a moravští národní poslanci).
Zemřel v březnu 1904. Byl potomkem spisovatele Heinricha von Kleista.